# ۱۳۹۸ (قمری)
۱۳۹۸ (قمری)، هزار و سیصد و نود و هشتمین سال در گاهشماری هجری قمری است. اول محرم این سال برابر با دوازدهم دسامبر سال ۱۹۷۷ میلادی است.

## وابسته
- کعبه
- سید مرتضی نجومی